# Hans Knoop (journalist)
Hans Knoop (Naarden, 30 december 1943) is een Nederlands journalist die vooral bekend werd door de rol die hij speelde bij de ontmaskering en arrestatie van de oorlogsmisdadiger Pieter Menten.

## Biografie
Knoop werd tijdens de Tweede Wereldoorlog geboren als kind van ondergedoken Joodse ouders. Knoop groeide op in Amsterdam, waar hij op de lagere school Charles Geerts leerde kennen. Veel later trad Knoop enkele keren als woordvoerder van Geerts op. In 1963 begon Knoop zijn journalistieke carrière als verslaggever bij De Telegraaf. Voor deze krant zou hij onder meer herhaaldelijk schrijven over de Weinreb-affaire(s). Later was hij onder andere correspondent in Brussel en Tel Aviv, ook voor de AVRO. Van 1968 tot 1971 was hij hoofdredacteur van het Nieuw Israëlietisch Weekblad.
Van 1974 tot oktober 1977 was Hans Knoop hoofdredacteur van het opinieweekblad Accent. In die tijd speelde de zaak-Menten. Knoop wist materiaal te ontdekken dat belastend was voor Menten en hield niet op de zaak in het nieuws te brengen. Later besteedde ook TROS-journalist Wibo van de Linde met regelmaat aandacht aan deze zaak. Nadat Menten het land was ontvlucht, spoorde Knoop hem op in Zwitserland.
In 1981 leidde Knoop de politieke partij Realisten '81 in de Tweede Kamerverkiezingen van dat jaar. De partij stond "een drastische belastingvermindering" voor, waarin iedereen slechts een vlaktaks van 25% zou betalen, een sterke groei van defensie uitgaven, en maatregelen tegen het "bijklussen" door uitkeringstrekkers. Knoop trok tijdens de campagne aanzienlijke aandacht met de aankondiging dat de partij vanaf een zeezender in internationale wateren 24 uur per etmaal campagne zou gaan voeren, wat illegaal zou zijn geweest, maar de partij kreeg uiteindelijk maar 2.080 stemmen.
Na zijn werk voor Accent begon Knoop een media-adviesbureau. Tijdens de ontvoering van de zakenman Maup Caransa trad hij op als woordvoerder van de familie. Sinds 1990 woonde hij in België. Hij kwam nog regelmatig in het nieuws: zo ging hij in 2005 in debat met Gretta Duisenberg, die hij een antisemiet noemde. In mei 2006 beschuldigde hij de Duitse ondernemer en Media Markt-eigenaar Otto Beisheim ervan zijn witgoed- en elektronicaketen te hebben opgezet met Zwitserse gelden die van de Waffen-SS afkomstig waren. Hij zei de aanklacht te hebben gepubliceerd, omdat "ik ervan kots als ik die orthodoxe joden kapitalen zie uitgeven in de Media Markt in de diamantbuurt in Antwerpen".
Knoop heeft behalve vele dagblad- en tijdschiftartikelen ook een aantal boekpublicaties op zijn naam, zoals De zesdaagse van Sinaï, De Joodsche Raad en Dr. Wouter Basson, de Mengele van Pretoria.
In 2007 begon Knoop een rechtszaak tegen Het Parool, oud-hoofdredacteur Erik van Gruijthuijsen en journalist Bart Middelburg. De rechter oordeelde dat de door Middelburg aan Knoop toegevoegde term 'sjacheraar' niet antisemitisch was.

## Televisieserie
In het najaar van 2016 zond Omroep MAX een televisieserie uit over de zaak-Menten, gebaseerd op Knoops boek uit 1977. Guy Clemens vertolkte hem in de serie.